# ×순문학소녀가극단
×순문학소녀가극단(×純文学少女歌劇団, THE FUJUNBUNGAKU GIRL'S MUSICAL REVU)은 일본의 뮤지컬 & 음악 그룹이다. 주식회사 TWIN PLANET / 주식회사 고단샤가 기획 · 운영을 맡고, 주식회사 S-SIZE가 무대 제작을 한다.

## 개요
2022년 오디션에서 선정된 3명과 전 라스트 아이돌 멤버 7명에 의해 결성. 도쿄도 이케부쿠로를 거점으로, 전반은 복선이 전편에 흩어진 미스터리풍의 뮤지컬, 후반을 음악 라이브 「BLACK PARADE」로 구성된 스테이지를 실시한다.또한 음악 그룹으로서 단독 라이브 스테이지도 진행한다. 멤버는 동화의 주인공등에 기인한 설정이나 역명을 가지고 ×순문학의 전 활동을 그 설정으로 실시한다.
『스텔라 마리나 여학원에서 일어난 도서 실종사건이나 소녀 실종사건을 계기로 순결한 여성이기를 요구하는 나라나 학원이나 가족 등에 의해 억압된 학생의 불순한 자기를 표현하는 장소로서 가극단을 결성했다』는 설정. 작품 내에서는 겉으로 말할 수 없는 개인의 심정이나 불순한 일들을 가극으로 연기한다. 멤버들은 이야기 속 개개인의 큰 비밀을 서로 밝히지 않고 숨기고 있다.
2022년 8월 11일 결성과 깃발 날리기 공연 발표. 2022년 9월에 File No.0000 『페어리 테일은 도둑맞았다』 공연, 2023년 5월 File No.0001 『마에스트로에게 등을 돌려라』 공연을 진행하였다.
멤버 중에는 7명인 야마모토 아이리, 타카하시 미노리, 오쿠무라 유우키, 하타 미사키, 오오바 유메, 타카하시 미미, 오오모리 리오가 전 라스트 아이돌 멤버 출신이다.
2024년 10월 11일, 11월 30일에 Theater Mixa에서 행해진 BLACK PARADE를 기해 해산을 발표했다. 11월 30일, Theater Mixa에서 행해진 BLACK PARADE를 기해 그룹을 해산했다.

## 멤버
- 마요이미야 아리스 (迷宮アリス) - 야마모토 아이리 (山本愛梨) - 전 라스트 아이돌 멤버
- 모모조노 모모 (桃園モモ) - 타카하시 미노리 (高橋みのり) - 전 라스트 아이돌 멤버
- 시라유키 링고 (白雪リンゴ) - 와다 코나츠 (わだこなつ)
- 쿠루미자와 세이라 (胡桃沢セイラ) - 오쿠무라 유우키 (奥村優希) - 전 라스트 아이돌 멤버
- 아카게노 안 (赤家野アン) - 타치바나 후타바 (橘二葉)
- 와카쿠사시키 죠 (若草式ジョー) - 쿠라마치 세이나 (倉持聖菜)
- 와카쿠사시키 베스 (若草式ベス) - 하타 미사키 (畑美紗起) - 전 라스트 아이돌 멤버
- 쿠사토비소라 메리 (傘飛空メリー) - 타카하시 미미 (髙橋美海) - 전 라스트 아이돌 멤버
- 쿠리스테 아가사 (栗捨アガサ) - 오오모리 리오 (大森莉緒) - 전 라스트 아이돌 멤버

### 전 멤버
- 와카쿠사시키 에이미 (若草式エイミー) - 오오바 유메 (大場結女) - 전 라스트 아이돌 멤버, 현 JamsCollection 멤버

## 스테이지 악곡

### 라이브 파트 『BLACK PARADE』 곡목
- おとぎ話シンドローム
- ファム・ファタール
- DESTINY
- ゴシック・アンド・ロリータ
- 道化師たちのロンド
- 黒い蝶
- グレーテルパレード
- 嘘嘘嘘 (Lie Lie Lie)
- カイレイドスコープ

### 뮤지컬 파트 곡목

#### File No.0000 『페어리 테일은 도둑맞았다』 공연
- 不純文学讃歌
- ミステリーのはじまり
- The Fairy Girl is Over
- ピュアストーリー
- 若草式賛美
- Real Intention
- ヒロインを突き放せ

#### File No.0001 『마에스트로에게 등을 돌려라』 공연
- 神よ護りたまえ
- 不純文学讃歌
- メープルシロップ
- ミステリーのはじまり
- Reject
- 革命マーチ
- 長夜唱歌
- CLOUDY GIRL
- ヒロインを突き放せ
- The Fairy Girl is Over